# Tuomo Tuomi

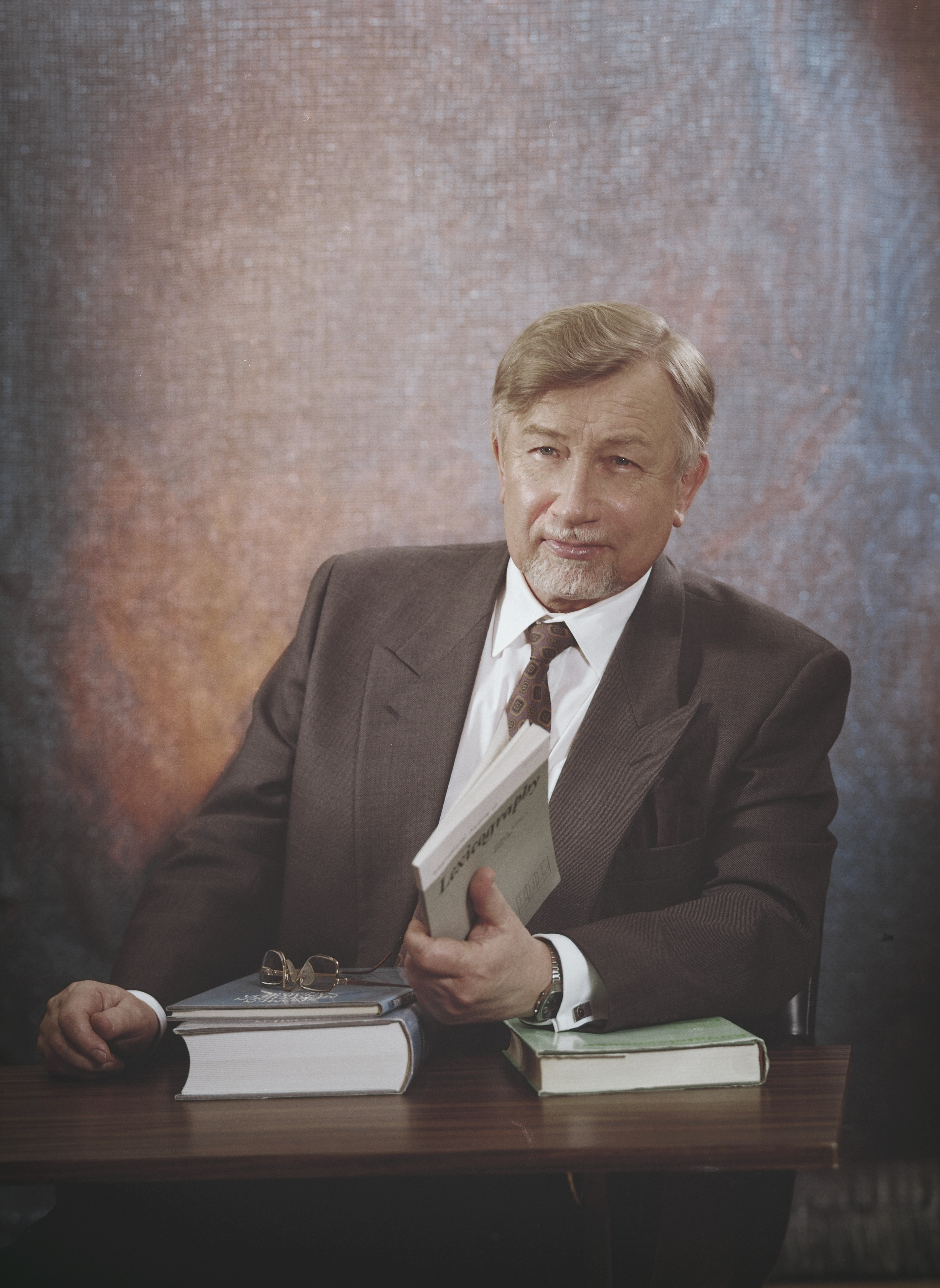
Tuomo Tuomi år 1994.

Tuomo Tapio Tuomi, född 26 oktober 1929 i Kouvola, död 24 november 2011 i Helsingfors, var en finländsk språkvetare.
Tuomi blev filosofie licentiat 1965. Han ägnade sig åt forskning i finska dialekter. Han var 1966–1976 chef för Sanakirjasäätiö ("Ordboksstiftelsen") och gav som huvudredaktör ut de första fyra banden (av tjugo planerade) av Suomen murteiden sanakirja (1985-). Sedan Sanakirjasäätiö 1976 blivit en del av den nyinrättade Forskningscentralen för de inhemska språken var Tuomi centralens förste direktör 1976–1994. Han redigerade Suomen kielen käänteissanakirja (en baklängesordbok för finska) 1972 och var huvudredaktör för språkatlasen Atlas Linguarum Fennicarum (ALFE). För sina insatser inom finsk dialektologi promoverades han 2004 till hedersdoktor vid Joensuu universitet.